# Bouchea
Bouchea é um género botânico pertencente à família Verbenaceae.